# Jiquilisco-Bucht
Die Jiquilisco-Bucht oder Bahía de Jiquilisco ist eine Bucht im Südosten von El Salvador. Sie ist im Departamento Usulután gelegen und trägt den gleichen Namen wie das Municipio Jiquilisco.
Am 31. Oktober 2005 wurde ein ca. 635 km² großes Areal unter der Bezeichnung Complejo Bahía de Jiquilisco in die Ramsar-Liste aufgenommen, um das hauptsächlich aus Mangroven bestehende Feuchtgebiet rund um die Jiquilisco-Bucht besser zu schützen. Hier befindet sich auch der größte Mangrovenwald El Salvadors.